# Fausto Torrefranca
Fausto Torrefranca o Fausto Acanfora de Torrefranca (Vibo Valentia, 1 de febrer de 1883 - Roma, 26 de novembre de 1955) va ser un musicòleg italià.

## Biografia
Llicenciat en enginyeria en el Politècnic de Torí el 1905, es va dedicar a l'estudi de la música, bàsicament va ser autodidacta. Es va fer càrrec de la musicologia i era un partidari actiu de l'activació de l'ensenyament de la història i l'estètica de la música a les universitats italianes.
Professor d'aquestes matèries en la Universitat de Roma el 1913, on tingué per alumne a Luigi Colacicchi, i a la Universitat Catòlica del Sagrat Cor de Milà des de 1930 a 1935, va ser professor a Florència l'any 1941. També va ser bibliotecari del Conservatori de Nàpols i Milà.
Va ser un ferm defensor de la tradició instrumental italiana, que es va desenvolupar als segles XVI, XVII i XVIII, posteriorment abandonada a favor de l'òpera. Els seus estudis anaven des de la història de la música instrumental italiana a la història de polifonia. Torrefranca va fer importants contribucions relacionades amb la història del quartet, la música de Giovanni Battista Sammartini i els orígens de la sonata.
És recordat, entre altres coses, per un famós assaig (o difamació segons alguns) anti- Puccini publicat el 1912, Giacomo Puccini i l'ópera internacional. Leonardo Pinzauti, que era professor ajudant de Torrefranca en la càtedra d'Història de la Música als anys cinquanta, recorda que en la vellesa de Torrefranca va parlar de la seva obra Puccini com «un pecat necessari de joventut» i que, a la seva opinió, el seu llibre hauria obligat a Puccini a una espècie d'autocrítica i els resultats es van fer sentir en la refinada instrumentació de les últimes obres de Puccini, en particular el Trittico i Turandot.

## Obra
- Le origini della musica. Torino: Fratelli Bocca, 1907
- La vita musicale dello spirito. Torino: Fratelli Bocca, 1910
- Giacomo Puccini e l'opera internazionale. Torino: Fratelli Bocca, 1912
- Le sinfonie dell'imbrattacarte (Giovanni Battista Sammartini). Torino: Fratelli Bocca, 1915
- Il segreto del Quattrocento: musiche ariose e poesia popolaresca. Milano: Ulrico Hoepli, 1939
- Giovanni Benedetto Platti e la sonata moderna, amb apèndix de Fritz Zobeley i text musical. Milano: Ricordi, 1963
- Avviamento alla storia del quartetto italiano; amb introducció i notes d'Alfredo Bonaccorsi. Roma: ERI, 1966